# フリッツ・シュワブ
フリッツ・シュワブ (Erich Arthur Fritz Schwab、1919年12月31日 - 2006年11月24日)は、スイスの陸上競技選手。競歩の選手として1948年ロンドンオリンピックと1952年ヘルシンキオリンピックに出場。ロンドンオリンピックの10km競歩ではスウェーデンの、ヨーン・ミカエルソン(John Mikaelsson)とインゲマル・ヨハンソン(Ingemar Johansson)に次いで銅メダル。ヘルシンキオリンピックでは、ミカエルソンに次ぎ銀メダルを獲得した。
彼の父親であるアルトゥール・シュワブ(Arthur Schwab)は1936年ベルリンオリンピックの50km競歩の銀メダリストである。